# Cpi (informatyka)
cpi (ang. count per inch) – liczba pomiarów na cal, parametr określający rozdzielczość cyfrowych urządzeń wykonujących pomiary.
Jest to m.in. parametr czułości optycznej myszy komputerowej, który wypiera stosowaną dotąd jednostkę dpi.